# Eleonore Koch
Eleonore Koch, còn được gọi là Lore Koch (sinh ngày 2 tháng 4 năm 1926 - mất ngày 1 tháng 8 năm 2018), là một họa sĩ và nhà điêu khắc người Brazil gốc Đức.

## Cuộc đời và sự nghiệp
Koch sinh năm 1926 tại Berlin, Đức, con gái của nhà phân tâm học Adelheid Koch và luật sư Ernst Koch; cô có một chị gái, Esther. Do cuộc chạy trốn dưới chế độ Đức quốc xã, gia đình cô di cư đến São Paulo, Brazil, vào năm 1936.
Ở tuổi 17, Koch bắt đầu theo học tại Bảo tàng Mỹ thuật Quốc gia, nhưng không hài lòng với những trải nghiệm của mình ở đó, và rời đi sau một thời gian ngắn. Theo gợi ý của cha mẹ cô, cô tiếp tục học về sách, và làm việc tại một số hiệu sách trong khu dân cư nhập cư. Quan tâm đến cả tranh và điêu khắc, cô đã nghiên cứu riêng với các nghệ sĩ Yolanda Mohalyi, Elisabeth Nobiling, Samson Flexor, và, bắt đầu vào năm 1947 với Bruno Giorgi. Bắt đầu từ năm 1949, cô cư trú tại Paris, và tiếp tục nghiên cứu với họa sĩ Árpád Szenes và nhà điêu khắc Robert Coutin.
Khi trở về São Paulo, vào năm 1952, Koch làm nhà thiết kế cho đài truyền hình Tupi, và cũng tìm được việc làm tại Đại học São Paulo, với tư cách trợ lý cho các nhà khoa học Mário Schenberg và César Lattes. Thông qua người quen với nhà phân tâm học, nhà sưu tầm nghệ thuật và nhà phê bình Theon Spanudis, cô gặp họa sĩ đương đại nổi tiếng Alfredo Volpi, và từ năm 1953 đến 1956 cô theo đuổi các nghiên cứu nghệ thuật của mình dưới sự hướng dẫn của Volpi. Volpi ảnh hưởng rất nhiều đến công việc của cô, và cuối cùng cô được coi là học trò duy nhất của Volpi.